# Vlag van Vermont
De vlag van Vermont bestaat uit het wapen van de staat op een blauw veld. Onder dit wapen staat een rood lint met de naam van de staat en het motto Freedom and Unity ("Vrijheid en Eenheid"). De vlag werd in zijn huidige vorm aangenomen op 1 juni 1923 en is sindsdien onveranderd het symbool van Vermont.

## Geschiedenis

### Vlag van de Republiek Vermont
Vermont was tussen 1777 en 1791 een onafhankelijke republiek, de Republiek Vermont. In 1791 trad deze staat toe tot de Verenigde Staten.
De vlag van de Republiek Vermont begon als een regimentsvlag van de Green Mountain Boys, de staatsmilitie. Met de ratificatie van de Vermontse grondwet in 1777, werd deze vlag de officiële vlag van de republiek. De vlag bestaat uit een groen veld met een blauw kanton waarin dertien witte vijfpuntige sterren staan.
Nadat Vermont tot de Verenigde Staten was toegetreden, bleef de vlag aanvankelijk in gebruik. Pas in 1804 zou men een vlag aannemen die aangepast was aan de nieuwe politieke situatie. Tegenwoordig wordt de vlag van 1777 gebruikt door de Nationale Garde van Vermont, de opvolger van de Green Mountain Boys.
Omdat de huidige vlag sterk lijkt op andere Amerikaanse staatsvlaggen, in het bijzonder die van Maine, Pennsylvania, New York en Michigan, pleitten sommigen voor de herinvoering van de vlag van de oude Republiek of voor de aanname van een geheel nieuw ontwerp.

Vlag van de Republiek Vermont ook wel Green Mountain Boys-vlag

### Vlaggen van Vermont, 1804-heden
In 1803 steeg het aantal Amerikaanse staten naar zeventien doordat Ohio een staat werd, en men verwachtte dat de Amerikaanse vlag ook zeventien strepen en zeventien sterren zou gaan krijgen. Daarop vooruitlopend nam men in 1804 in Vermont een nieuwe vlag aan, gebaseerd op wat volgens velen de nieuwe Amerikaanse vlag zou worden en met toevoeging van de staatsnaam. Die naam werd in de bovenste streep geplaatst, soms ook deels in het kanton. De Amerikaanse vlag zou toen echter niet veranderen, waardoor de vlag van Vermont meer sterren en strepen had dan de nationale vlag.
Op 20 oktober 1837 veranderde Vermont zijn vlag naar een ontwerp dat gebaseerd was op de Amerikaanse vlag met dertien strepen; in het kanton stond een grote witte ster om het Vermontse zegel. Het aantal punten van de ster varieerde van vijf tot acht, terwijl men soms ook alleen het wapen in plaats van het hele zegel gebruikte.
Omdat het ontwerp van deze vlag verwarring met de Amerikaanse vlag veroorzaakte, werd de toenmalige vlag van de gouverneur op 1 juni 1923 aangenomen als staatsvlag.
| Vexillologisch symbool voor een buiten gebruik gestelde vlag | Vexillologisch symbool voor een buiten gebruik gestelde vlag |